# Tatomir (Macedonia Północna)
Tatomir (maced. Татомир) – wieś w północno-wschodniej Macedonii Północnej, w gminie Kratowo.